# Cosmos atrosanguineus
Cosmos atrosanguineus is een soort uit de composietenfamilie (Asteraceae). De plant was endemisch in Mexico, waar de soort sinds 1902 in het wild zou zijn uitgestorven. De soort is in 1860 in cultuur geïntroduceerd. Alle planten die in Europa en Noord-Amerika in cultuur zijn, zouden één enkele kloon vertegenwoordigen die alleen door vegetatieve vermeerdering kan worden voortgeplant.
Het is een kruidachtige, vaste plant die 40-60 cm hoog wordt. Hij heeft vlezige wortelknollen. De bladeren zijn 7-15 cm lang, samengesteld met deelblaadjes van 2-5 cm lang. De bloemen groeien in een 3-4,5 cm brede, donkerrode tot kastanjebruine bloeiwijze, met een ring van zes tot tien (meestal acht) straalbloemen en een centrum van buisbloemen. Deze laatste geven een lichte geur af die aan vanilline doet denken. In de loop van de dag neemt deze geur in intensiteit toe.
Sommigen associëren deze geur met die van pure chocolade. Om die reden heet de plant in de Engelse taal chocolate cosmos, in de Franse taal cosmos chocolat, in de Spaanse taal flor de chocolate en in de Duitse taal Schokoladen-Kosmee.

## Cultivatie en gebruik
De enige, overlevende kloon is een populaire tuinplant, die wordt gekweekt voor zijn opvallende bloemen. Omdat de plant niet zelfbestuivend is, worden er geen levensvatbare zaden geproduceerd. Hierdoor kan de plant alleen vermeerderd worden door het afnemen van de wortelknolletjes.
De plant kan in de halfschaduw of in de volle zon groeien. Hij bloeit van het midden tot het einde van de zomer. Omdat de plant vorstgevoelig is, moeten de wortelknolletjes in gematigde klimaten opgegraven worden en vorstvrij worden overwinterd.